# Mothetjoa Metsing

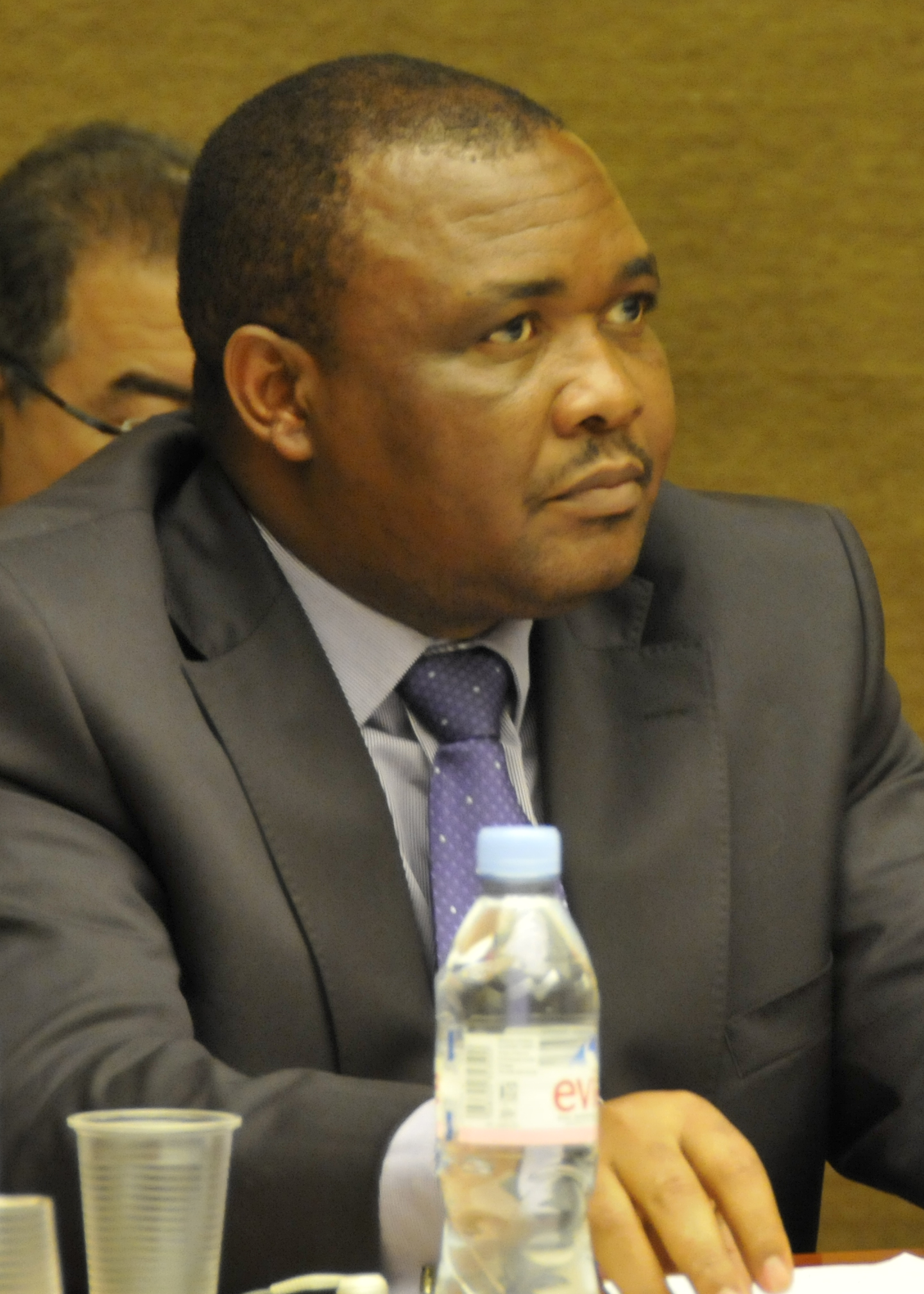
Mothetjoa Metsing

Mothetjoa Metsing (* 2. Februar 1967 in Mahobong, Leribe; gelegentlich auch Mothejoa Metsing) ist ein Politiker aus Lesotho. Er ist Präsident des Lesotho Congress for Democracy (LCD), der von 2012 bis 2017 als Koalitionspartner an zwei Regierungen beteiligt war. Metsing war jeweils stellvertretender Premierminister.

## Leben
Nach Erwerb eines Cambridge Overseas Secondary Certificate (COSC) arbeitete Metsing als Bergmann in Südafrika. Gleichzeitig erwarb er im Fernstudium in den Niederlanden ein Diplom in Business Studies, ein Graduate Diploma in Commercial Management und einen Master in Business Administration.
2002 berief Premierminister Bethuel Pakalitha Mosisili (LCD) Metsing in das Amt des Assistant Minister of Trade and Industry, im Folgejahr wurde Metsing Assistant Minister of Justice, Human Rights and Law. 2007 wurde er zum Minister of Communications, Science and Technology berufen. Er behielt das Amt fünf Jahre lang und übernahm 2012 die Führung des LCD, nachdem Mosisili die Partei verlassen und den Democratic Congress (DC) gegründet hatte. Unter Metsings Führung trat der LCD nach den Wahlen 2012 als einer von zwei Juniorpartnern einer Koalitionsregierung unter Tom Thabane (All Basotho Convention) bei. Er wurde stellvertretender Premierminister sowie Minister of Local Government and of Chieftainship Affairs.
Im Juni 2014 kündigte Metsing an, die Koalition verlassen und mit dem DC paktieren zu wollen. Um einem Misstrauensvotum zu entgehen, suspendierte Thabane das Parlament. Am 21. August 2014 wurde bekannt, dass Metsing große, anonyme Zuwendungen an Bargeld erhalten hatte. Am 30. August 2014 floh Premierminister Thabane nach Südafrika, nachdem Truppen der Lesotho Defence Force (LDF) seinen Amtssitz umstellt hatten und ihn vermutlich zum Rücktritt zwingen wollten. Metsing, dessen Partei damals der LDF nahestand, war von der Militäraktion nicht betroffen. Nach Thabanes Flucht übernahm Metsing für wenige Tage die Regierungsgeschäfte. Thabane beschuldigte Metsing, die Macht mit Hilfe des Militärs ergreifen zu wollen.
Bei den Wahlen 2015 erhielt seine Partei nur noch zwölf Mandate. Der LCD bildete jedoch mit dem DC und fünf kleineren Parteien eine weitere Koalitionsregierung; Metsing blieb stellvertretender Premierminister unter Mosisili, verlor aber sein Ministerium. Bei den Wahlen 2017 wurde die Regierung abgewählt; der LCD ging zusammen mit dem DC in die Opposition. Im August 2017 floh er nach angeblichen Todesdrohungen nach Südafrika. Im September desselben Jahres warf ihm eine Untersuchungskommission der Southern African Development Community (SADC) vor, die LDF gegen die Regierung aufzuhetzen. Im Juni 2018 fanden Gespräche zwischen den Regierungen Lesothos und Südafrikas wegen einer möglichen Auslieferung Metsings an Lesotho statt. Eine mögliche vom SADC-Verantwortlichen Dikgang Moseneke ausgehandelte Amnestie lehnte das Verfassungsgericht Lesothos ab. Im November 2018 kehrte Metsing nach Lesotho zurück.
Metsing wurde im Februar 2020 im Zusammenhang mit dem Putschversuch 2014 neben anderen Akteuren wegen Hochverrats angeklagt.